# Morella pringlei
Morella pringlei là một loài thực vật có hoa trong họ Myricaceae. Loài này được (Greenm.) Wilbur mô tả khoa học đầu tiên năm 2001.